# Houard
Houard war ein belgischer Hersteller von Fahrzeugen.

## Unternehmensgeschichte
Der Mechaniker Joseph Houard begann 1888 in Gent mit der Produktion von Fahrrädern. 1900 kamen Motorräder dazu. Die Fabrique Nationale Herstal wurde darauf aufmerksam, sodass Houard unwissentlich seinen Beitrag an der Einführung ihrer Abteilung FN-Motorräder hatte. Bereits im selben Jahr endete die Produktion. Houard vertrieb anschließend Motorräder von FN.

## Fahrzeuge
Houard stellte einige Motorräder mit Motoren von FN her.
Das einzige Automobil blieb ein Prototyp.